# Ferrari F12 Berlinetta
Pour les articles homonymes, voir F12.
La Ferrari F12 Berlinetta ou F12 est une voiture de sport de grand tourisme produite par le constructeur italien Ferrari et dévoilée au public le 29 février 2012.
Elle remplace la Ferrari 599 GTB Fiorano commercialisée en 2006, et s'inscrit et succède, plus généralement, dans la lignée traditionnelle des Grand Tourisme Ferrari à deux places équipées d'un moteur V12 à l'avant.
En 2017, la F12 Berlinetta est remplacée par la Ferrari 812 Superfast.

## Histoire
Les premières photos de la remplaçante de la Fiorano sont dévoilées le 29 février 2012. Elle est présentée à l'occasion de la 82e édition du Salon international de l'automobile de Genève le 6 mars de la même année. Alors que la presse spécialisée pensait qu’elle allait endosser le patronyme de F620 GT ou F620, la nouvelle voiture est baptisée F12 Berlinetta.

## Design
On retrouve dans le dessin de l'auto des traits des modèles contemporains de Ferrari (California, 458, FF).
De nombreux choix esthétiques ont été dictés par des contraintes aérodynamiques. Celle-ci a été très travaillée, afin d'obtenir un Cx de 0,29. Par rapport à sa devancière, la charge verticale augmente de 76 % (126 kg à 200 km/h) avec un Cx inférieur. La principale source d'amélioration vient au dessin du capot moteur qui est utilisé comme générateur de déportance en déviant le flux d'air du capot vers les flancs. De plus, les déflecteurs d'air pour le refroidissement des freins sont pilotés et ne s'ouvrent que lorsque la situation l'exige, ceci afin de favoriser l'aérodynamisme.

En 2014, le designer Flavio Manzoni, vice-président sénior design chez Ferrari, a reçu le prix Compasso d'Oro, prestigieuse reconnaissance internationale dans le monde du design, pour la combinaison de la technologie et du design de la F12 Berlinetta.

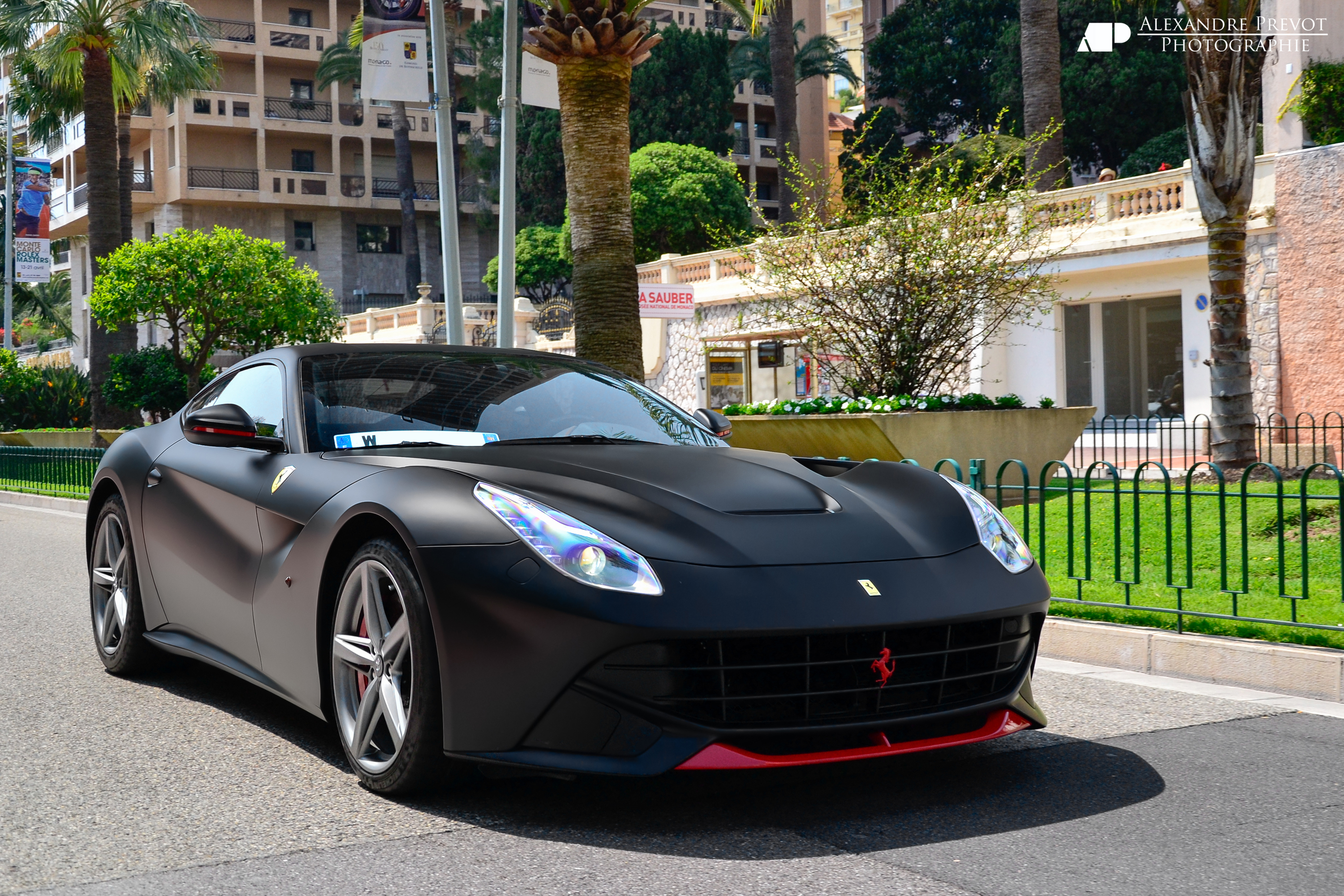
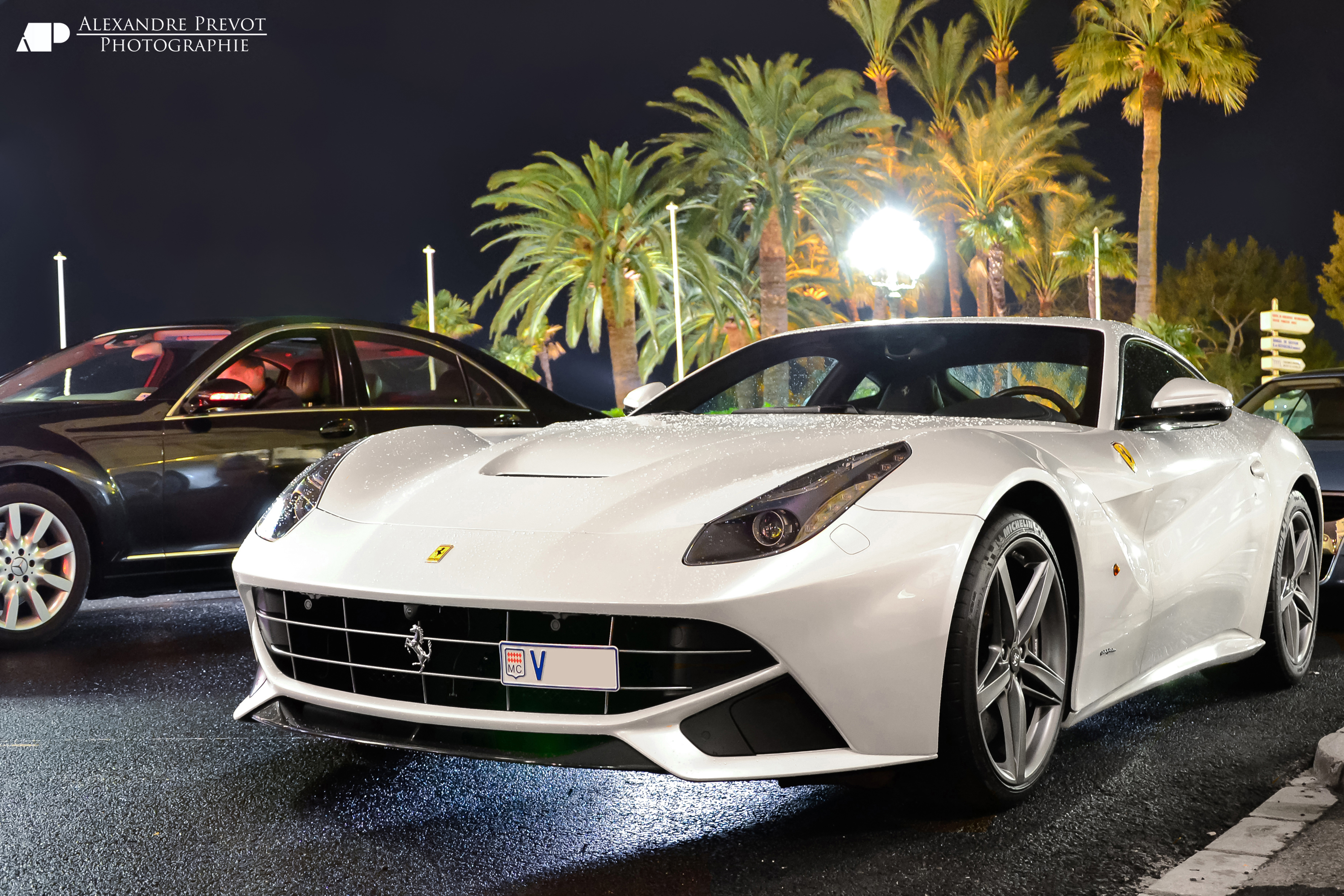
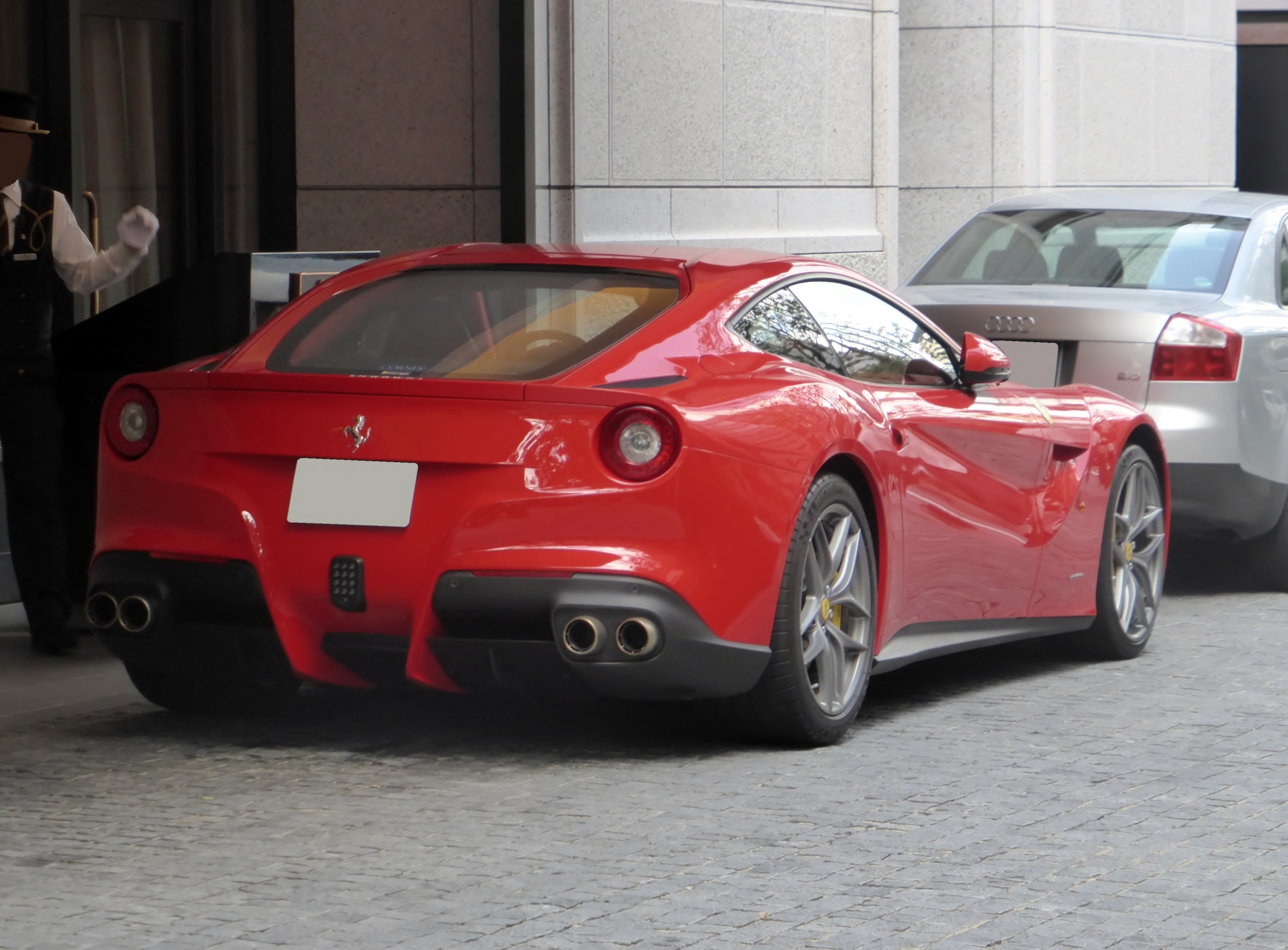
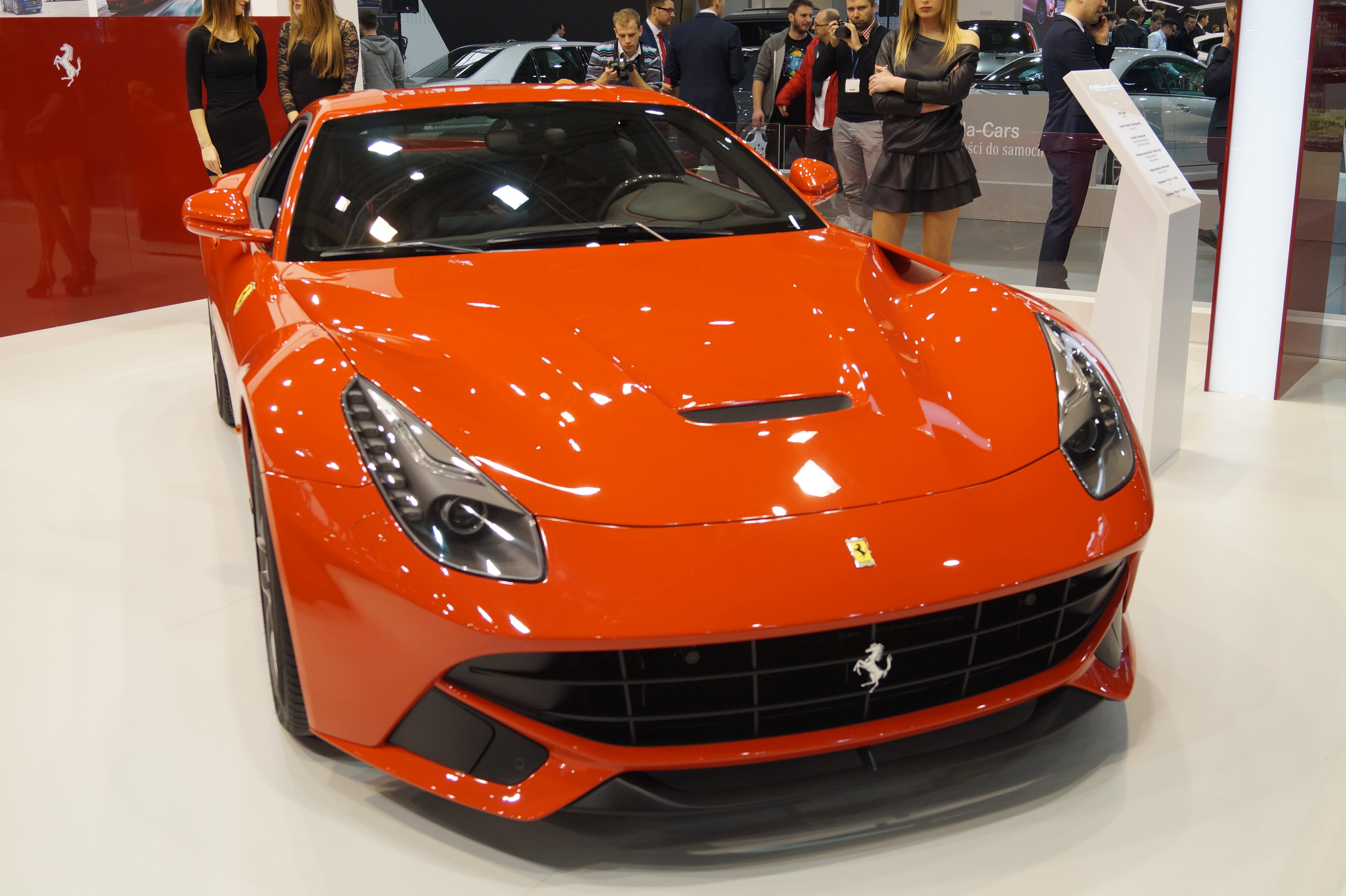
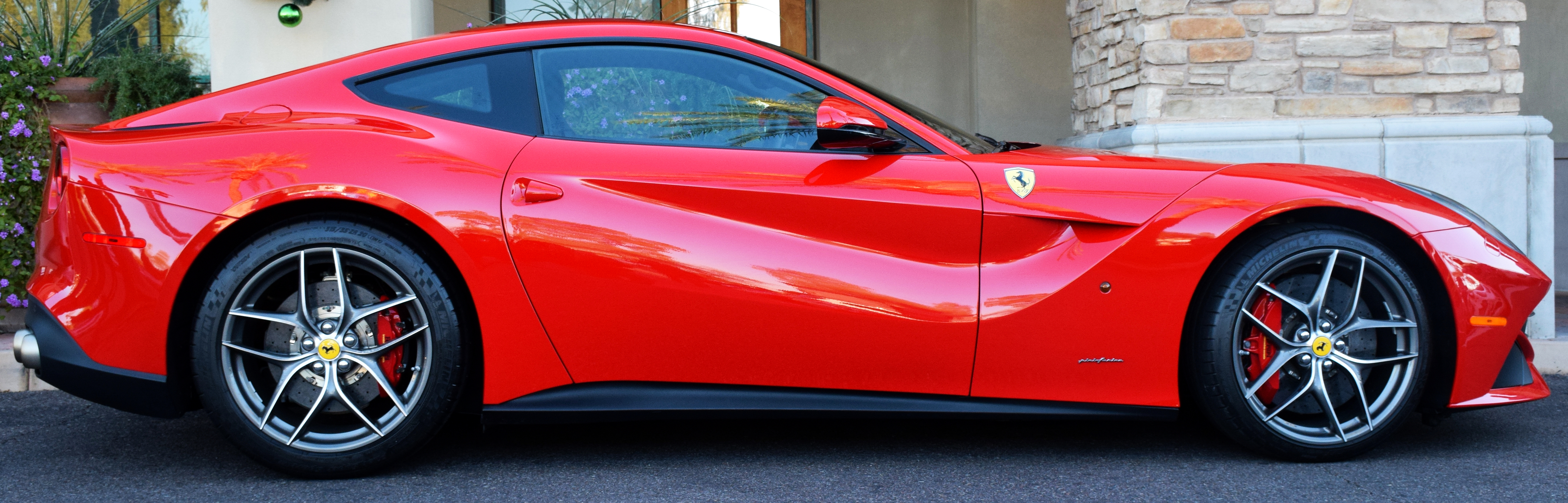
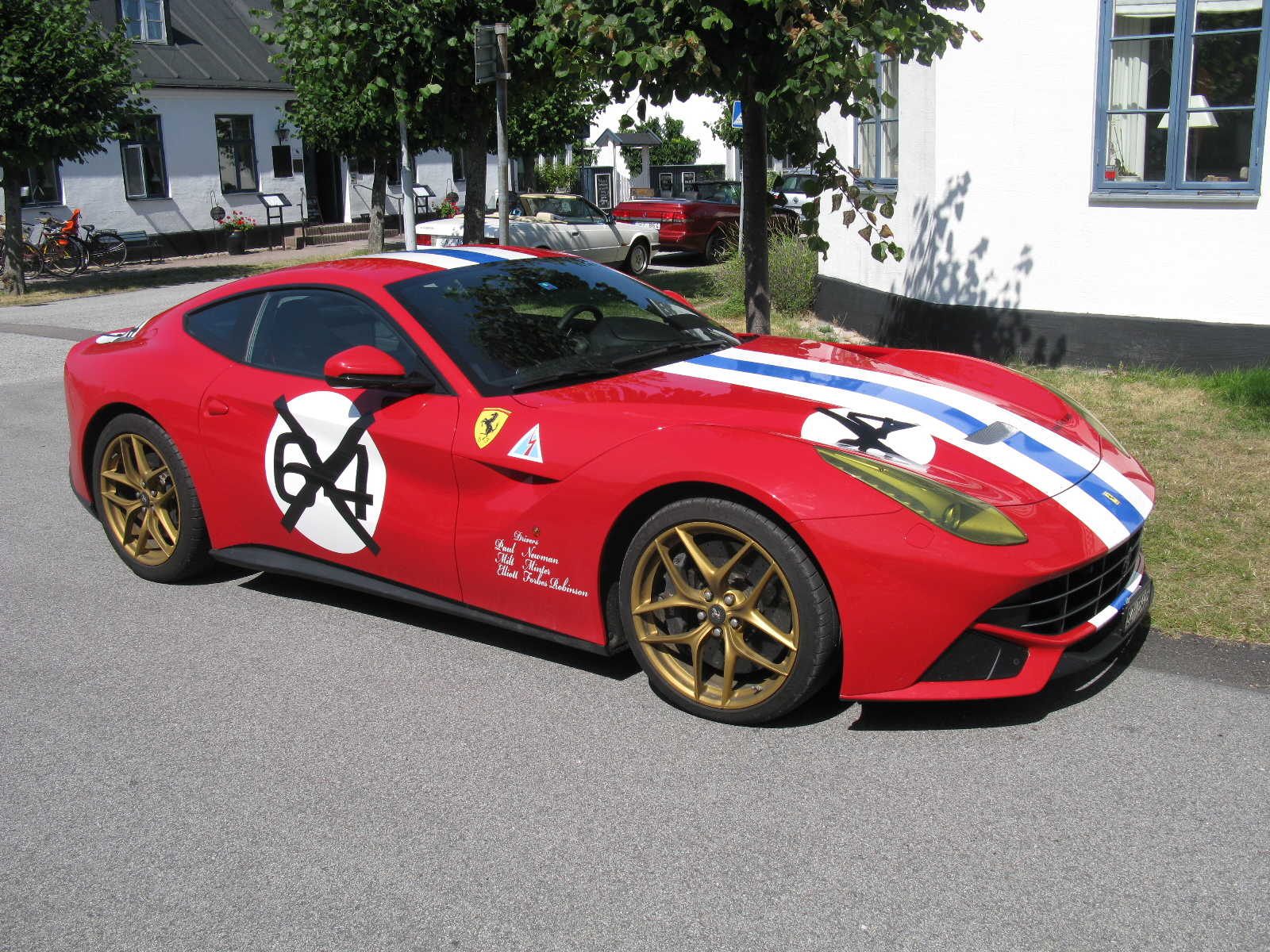
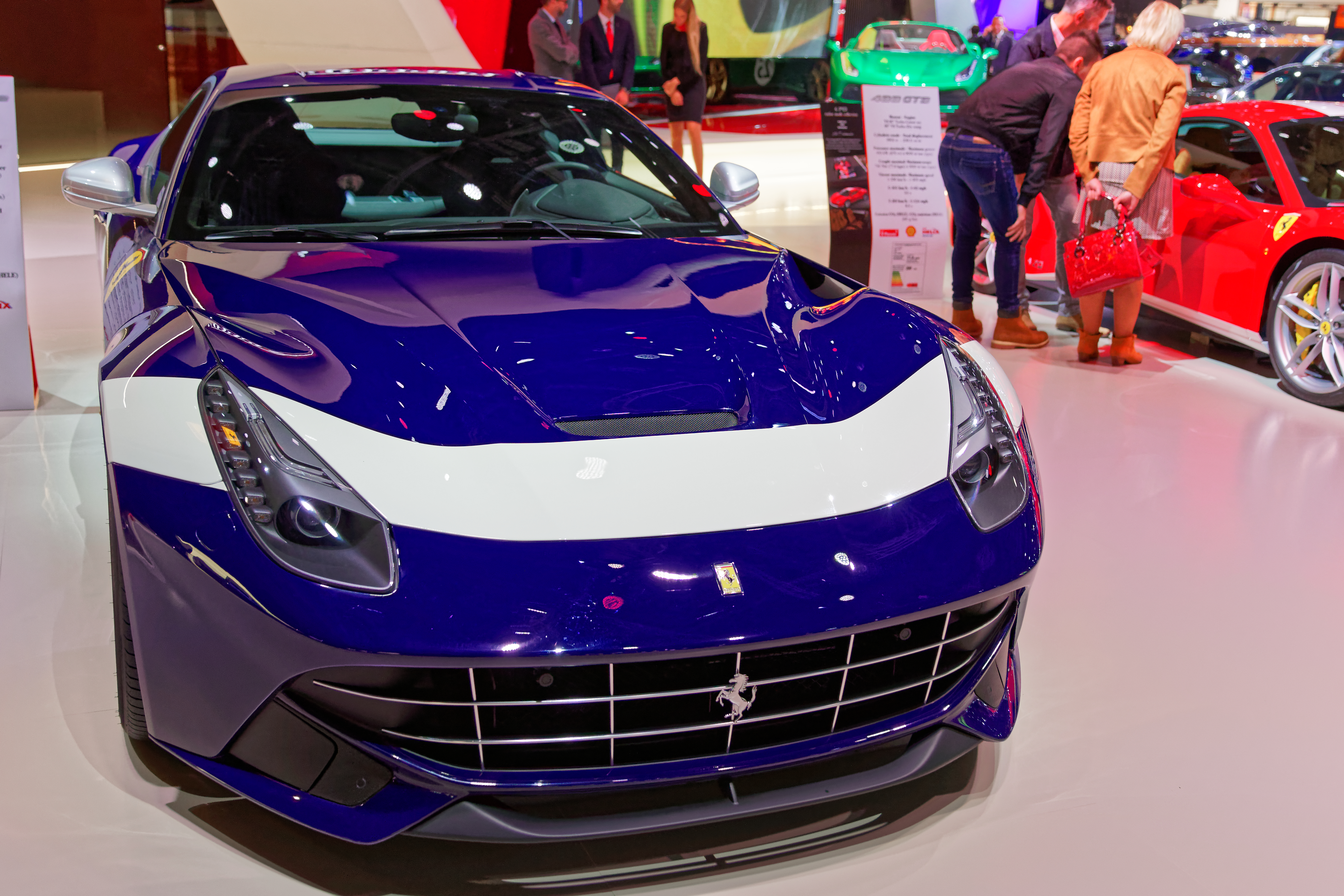
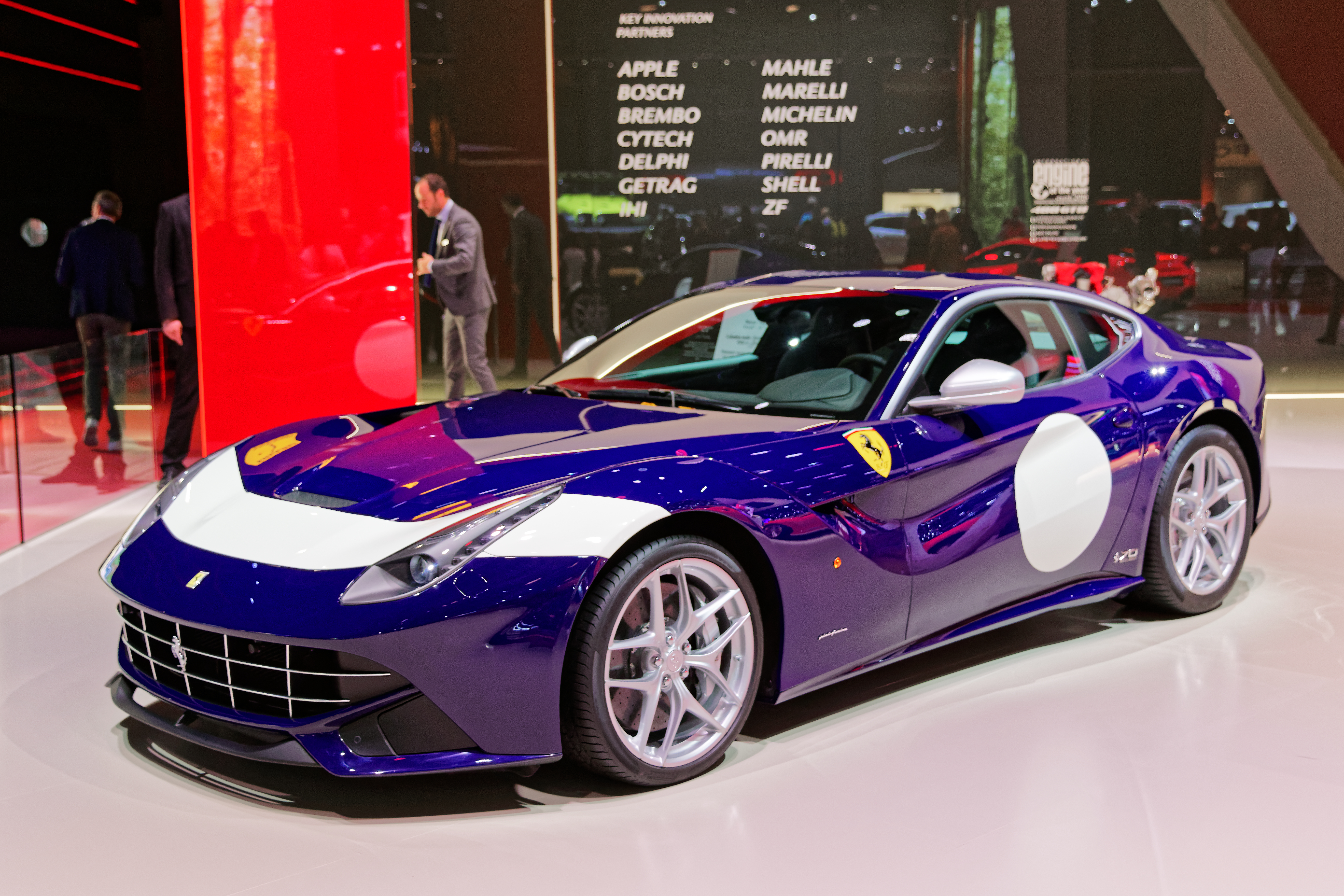
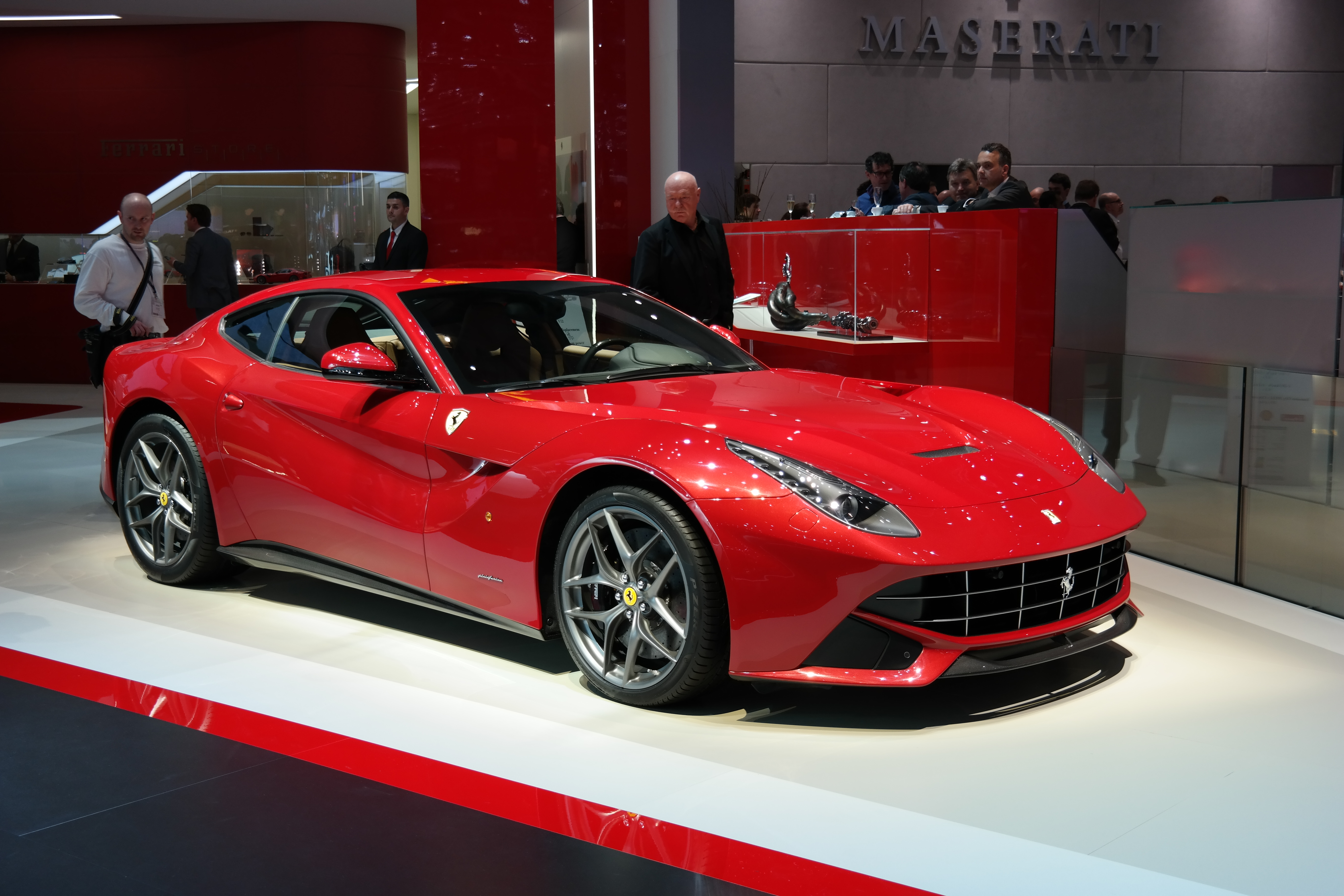

## Moteur et performances
La F12 Berlinetta bénéficie de plusieurs innovations technologiques dérivées de l'expérience acquise en F1 afin de se mettre au niveau de ses concurrentes, les coupés V12 tels que la Lamborghini Aventador,.
Le V12 à 65° placé en position centrale avant, dérivé de celui qui équipait les Ferrari Enzo et Ferrari FXX, voit sa cylindrée augmentée à 6 262 cm3 et délivre 735 ch + 6 ch à haute vitesse grâce à une admission dynamique (soit 118 ch/litre) à 8 250 tours par minute mais dispose de 80 % de cette valeur dès 2 500 tours. Le rapport volumétrique atteint une valeur très élevée de 13,5:1 pour un moteur atmosphérique essence. La voiture est équipée d'une boîte manuelle robotisée type F1 avec un double embrayage.
Selon le constructeur, la vitesse maximale obtenue est de 340 km/h, le 0 à 100 km/h est donné pour 3,1 secondes et le 0 à 200 km/h pour 8,5 secondes.
|                            | 6.3 740                                   |
| -------------------------- | ----------------------------------------- |
| Moteur                     | V12                                       |
| Alimentation               | Atmosphérique                             |
| Cylindrée                  | 6 262 cm3                                 |
| Puissance maxi             | 740 ch (331 kW) à 8250 tr/min             |
| Couple maxi                | 690 N m de à 6000 tr/min                  |
| Norme environnementale     | Euro 5                                    |
| Boîte de vitesses          | Automatique 7 rapports à double embrayage |
| Transmission               | Propulsion                                |
| Vitesse maxi               | 340 km/h                                  |
| 0-100 km/h                 | 3.1 s                                     |
| Consommation (en L/100 km) | 14,8 L                                    |
| Émissions de CO2 (en g/km) | 350 g                                     |
| Capacité du réservoir      | 92 L                                      |
| Masse à vide (kg EU)       | 1 525 kg                                  |

## Habitabilité et confort
La zone rouge du compte-tours central débute à 8 250 tr/min. Le limiteur est calé à 8 800 tours. Le compteur de vitesse, placé à droite, affiche 360 km/h de vitesse maximale. Sur le volant, le « manettino » placé sur la droite permet de régler le degré d'intervention des aides à la conduite et permet de supprimer ou d'activer la fonction sport. La fonction sport correspond au réglage normal sur les Ferrari. Le bouton de démarrage est placé sur le volant à gauche.
L'intérieur emploie abondamment le cuir fin étendu, et le niveau de finition de la F12 Berlinetta, dont une partie de la réalisation fait appel à des techniques artisanales, est en hausse par rapport au modèle précédent.

## Châssis et tenue de route

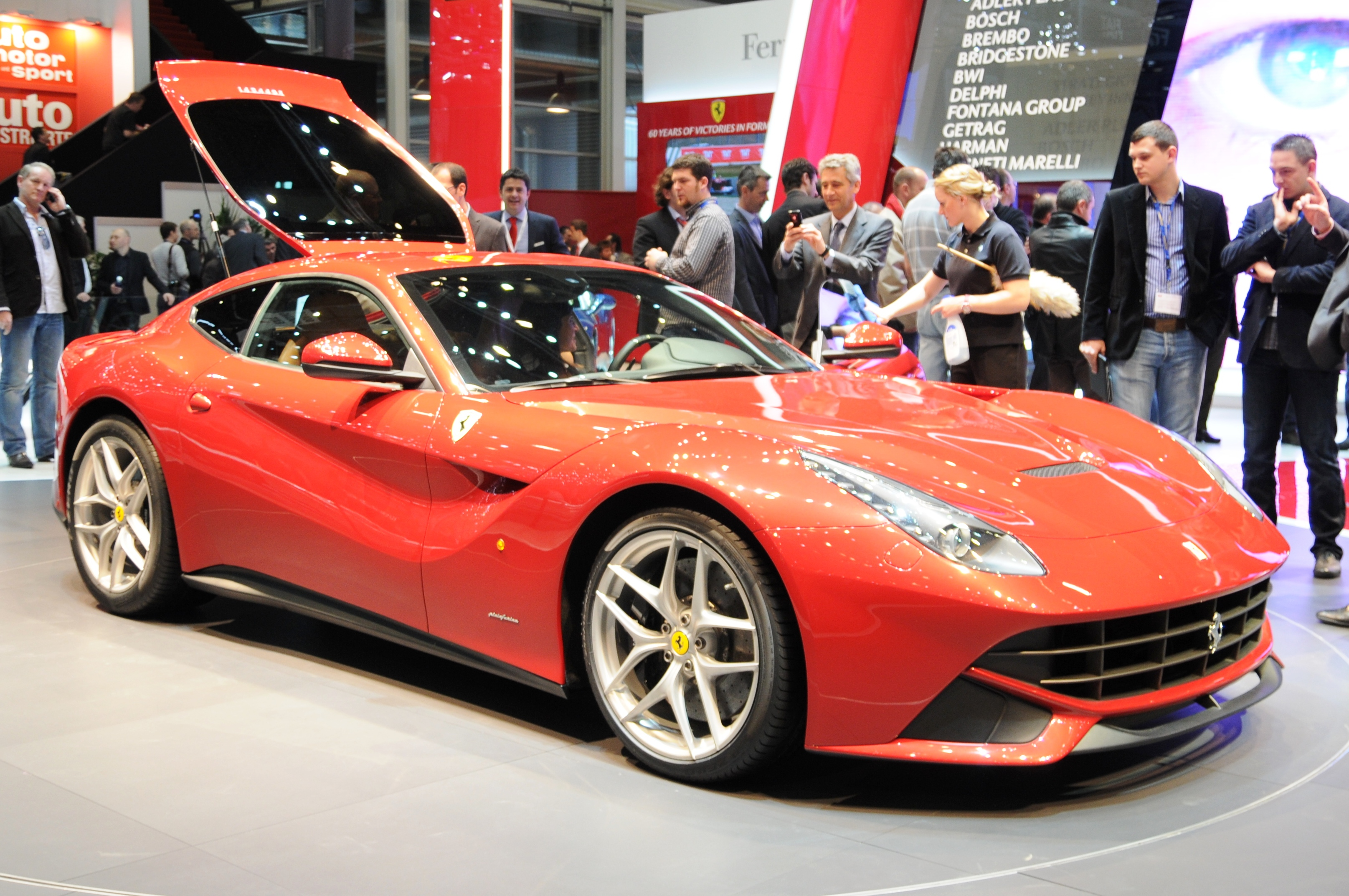
Ferrari F12 Berlinetta au salon de Genève 2012.

Le nouveau châssis est entièrement en aluminium et bénéficie de la technique « Space Frame » permettant d'associer différents procédés d'assemblage et autorisant un appréciable gain de poids. 12 alliages différents sont employés. La rigidité en torsion a été augmentée de 20 % par rapport à la 599 GTB alors que le poids a été réduit de 70 kg pour atteindre un rapport poids/puissance jamais atteint auparavant pour une Ferrari de route de 2,06 kg/cheval-vapeur.
Le système de contrôle de traction, baptisé F1-Trac et dérivé de la F1, est une sorte de super antipatinage permettant de maîtriser l'arrivée de la puissance en optimisant l'adhérence à l'accélération.
La F12 dispose du nouveau système de suspension pilotée électroniquement, appelé SCM-E — « Sospensione a Controllo Magnetoreologico Evoluzione », suspension contrôlée selon une logique magnétique.

## Production
Les premières livraisons ont débuté en janvier 2013.

## Série limitées

### F12 Tour de France 64
Cette Ferrari rend hommage à la Ferrari 250 GTO et au Tour De France automobile. Elle a été dévoilée à un grand rassemblement d'autos sportives en Belgique. Cet exemplaire unique issu du programme "tailor made" (fait sur mesure) rend donc hommage à la 250 GTO de l'écurie Francorchamps engagée en 1964, elle avait d'ailleurs gagné cette année-là... La motorisation ne change pas : elle dispose d'un V12 atmosphérique de 740 chevaux et de 6,3 L de cylindrée. Le prix de la modification coûte à l'acheteur 130 000 €, à ajouter aux 273 000 € de base du véhicule. On compte plus de 400 000 € pour ce "one-off".

### F12tdf

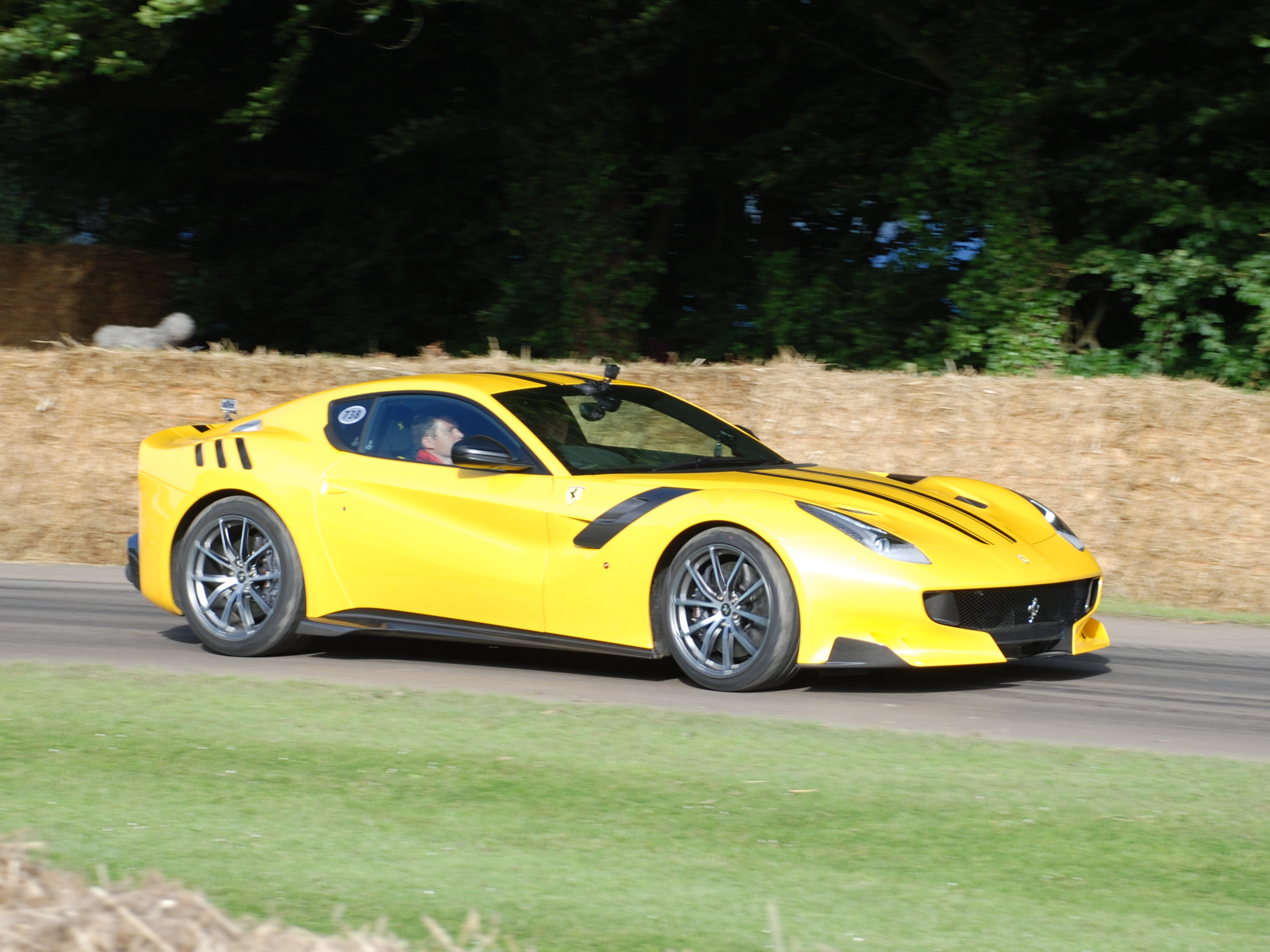
Ferrari F12tdf.

La F12tdf est une variante présentée dévoilée en octobre 2015, appelée ainsi en hommage à la Ferrari 250 GT qui a remporté à plusieurs reprises le Tour de France automobile dans les années 1950. Il s'agit d'une édition limitée produite à 799 exemplaires.
Elle est dotée d'un V12 de 780 ch lui permettant d'accélérer de 0 à 100 km/h en 2,9 s et d'atteindre une vitesse maximale de 340 km/h.

## Projets spéciaux

### F12 TRS

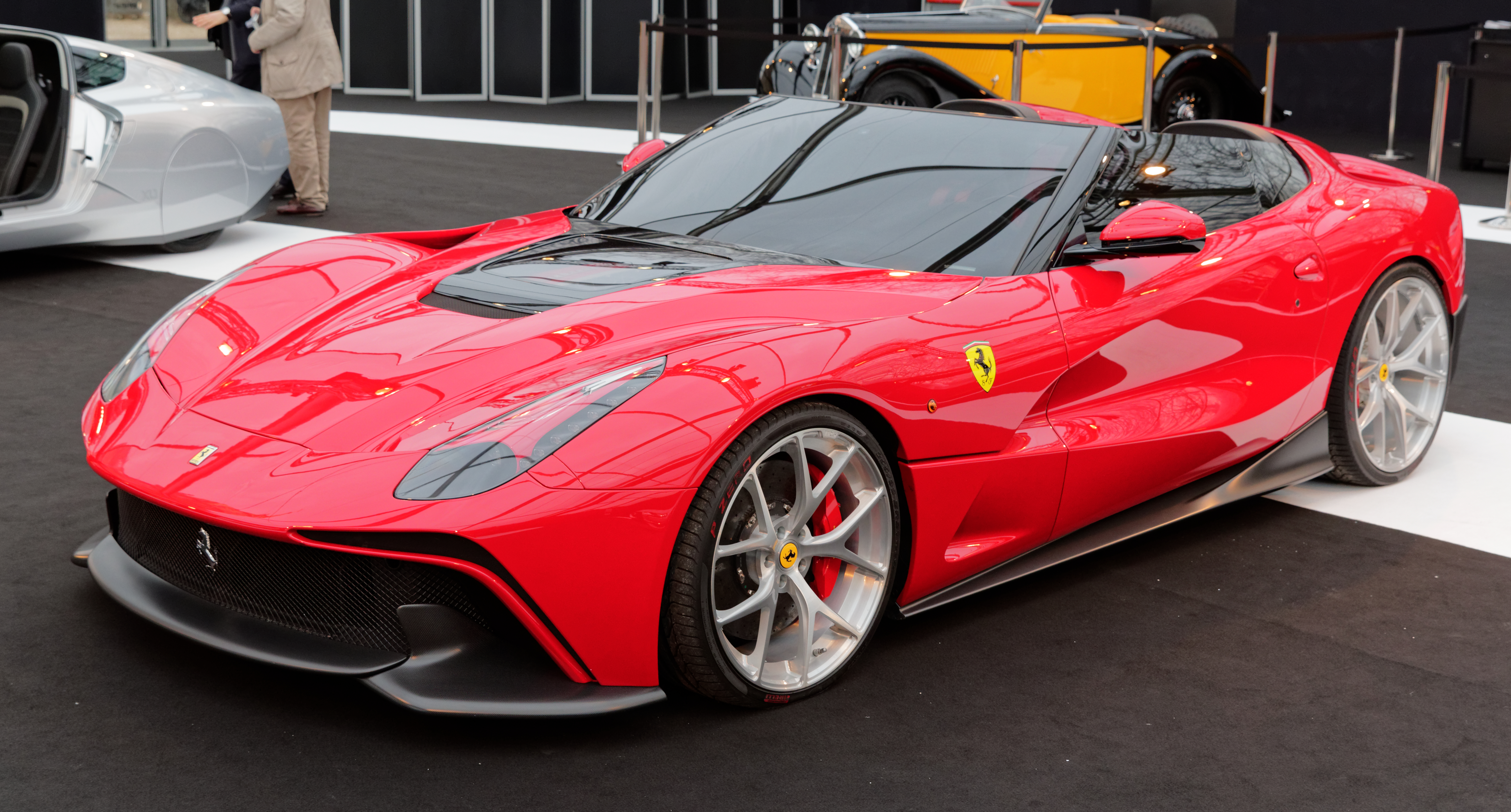
Ferrari F12 TRS.

Réalisées à 2 exemplaires, une en rouge et l'autre en gris, appartenant à la même personne, ces F12 font ablation de leur toit et gagnent en puissance. Elles conservent le 6.3L mais rajoutent un KERS pour se rapprocher de la puissance d'une LaFerrari. Oui, ce sont des hybrides ! Pour cette commande spéciale, le richissime client aurait déboursé 4,2 millions de dollars l'unité.

### Ferrari SP America
La Ferrari SP America est une voiture unique basée sur la Ferrari F12berlinetta et produite en 2014. Le coupé 2 places reprend son V12 6,2 litres de 740 ch et s'inspire de la Ferrari 250 GTO avec ses trois prises d’air sur le capot moteur, le dessin de ses portières et ses ailes arrière très galbées.
La SP America a été réalisée à la demande d'un riche entrepreneur américain, Danny Wegmans, président de la société Wegmans.

### F60 America

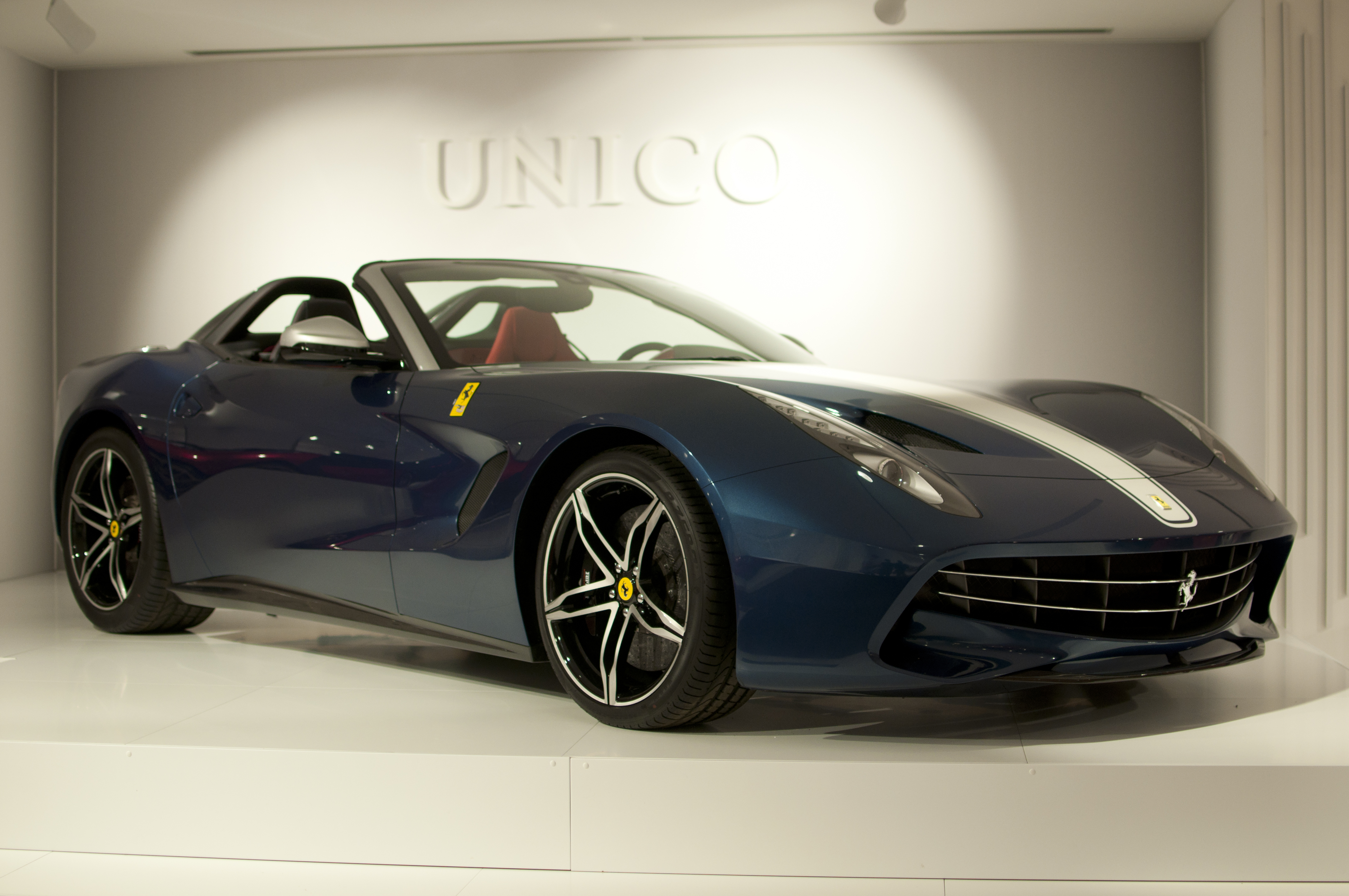
Ferrari F60 America.

La Ferrari F60 America, conçue sur base de F12 mais avec un design retravaillé, célèbre les 60 ans de commercialisation de Ferrari aux États-Unis. Produite en dix exemplaires, elles est réservée aux meilleurs clients de la marque.

### Ferrari F12berlinetta SG50 Edition
La Ferrari F12berlinetta SG50 Edition est une voiture unique conçue pour célébrer les 50 ans d'indépendance de Singapour. Elle est présentée le 9 août 2015 par l'importateur officiel de Ferrari sur l'île.
La F12berlinetta SG50 est revêtue d'une teinte « Rosso Singapore » et d'une double bande rouge et blanc (Bianco Italia) du capot au coffre symbolisant les couleurs de Singapour. Elle reçoit une plaque avec la mention  « Singapore 50th anniversary Edition 1/1 » sur les seuils de portes et le volant, ainsi que des « têtes de lion » brodés sur les appuie-tête.
La Ferrari F12berlinetta SG50 Edition est motorisée par le V12 atmosphérique de 6,2 litres de cylindrée de la F12berlinetta, développant 740 ch.

### Ferrari SP275 RW Competizione
La Ferrari SP275 RW Competizione est une pièce unique basée sur la série limitée Ferrari F12tdf et s'inspire de la 275 GTB/C de 1964. Elle est présentée au « Ferrari Finali Mondiali » de Daytona (États-Unis) en novembre 2016.
La SP275 RW Competizione est motorisée par le V12 6,3 litres de 780 ch (à 8 500 tr/min) et de 705 N m de couple (à 6 750 tr/min), accouplé à une boîte de vitesses à double embrayage à 7 rapports.
Les lettres RW font référence à son propriétaire Rick Workman, docteur en Floride, qui possède les « Special Projets » Ferrari P 540 Superfast Aperta et Ferrari F60 America.

### Ferrari SP3JC
La Ferrari SP3JC est, à l'origine, un modèle unique de roadster (sans toit) basé sur la Ferrari F12tdf qui reprend son châssis et son moteur V12 placé à l'avant. La décoration extérieure de la SP3JC provient de la passion de son propriétaire pour le Pop Art avec ses couleurs bleu (Azzuro Met), jaune (Giallo Modena) et blanc (Bianco Italia). Elle est présentée en novembre 2018. Une seconde SP3JC, cette fois avec une teinte gris foncé mat et rouge brillant, a été commandée par le même propriétaire, John Collins, et livrée en janvier 2019.
Les lettres JC font référence à son propriétaire John Collins, propriétaire de la société de vente de Ferrari de collection Talacrest au Royaume-Uni.

### Sources
- Autoblog.it
- Le Figaro
- L'Argus